# Кароччи, Орасио

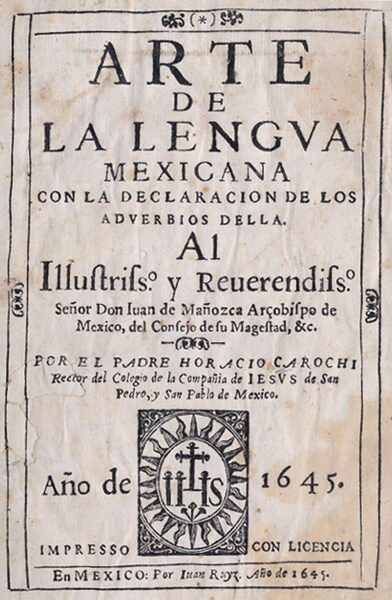
Титульный лист книги Кароччи «Arte de la Lengva Mexicana con la declaración de los adverbios della»

Орасио Кароччи (итал. Horazio Carocci, исп. Horacio Carochi; около 1586, Флоренция — 1666, Мехико) — мексиканский священник и учёный итальянского происхождения.
Принадлежал к ордену иезуитов. Жил в Мексике, изучал местные индейские языки, особенно ацтекский, превосходную грамматику которого опубликовал под заглавием «Arte de la Lengua mexicana con la declaración de todos sus adverbios» (Мехико, 1645, переиздан в 1759).